# Meg Jayanth
Meghna Jayanth es una escritora de videojuegos y diseñadora narrativa británica. Es conocida por su trabajo en 80 Days y Sunless Sea. Jayanth trabajó en la BBC antes de convertirse en escritora independiente, y también ha escrito para The Guardian sobre mujeres y videojuegos.

## Biografía
Mientras crecía, Jayanth vivió en Bangalore, Londres y Arabia Saudí, y asistió a un total de 12 escuelas diferentes. Sus primeras experiencias de juego fueron Aladdin de Disney, SimTower y Civilization II. Jayanth estudió literatura inglesa en la Universidad de Oxford, donde dirigió The Oxford Revue, tras lo cual trabajó en la BBC en el departamento encargado de los videojuegos.
Jayanth se interesó por primera vez en escribir para videojuegos a través de juegos de rol en línea basados en texto en los que construyó mundos y personajes. El primer juego que escribió fue Samsara, un juego narrativo basado en la elección y ambientado en Bengala en 1757, que aún no ha terminado por completo. Jayanth está especialmente interesada en escribir historias que exploren «perspectivas inesperadas y voces no escuchadas», incluyendo a personas y culturas poco representadas.

## Carrera

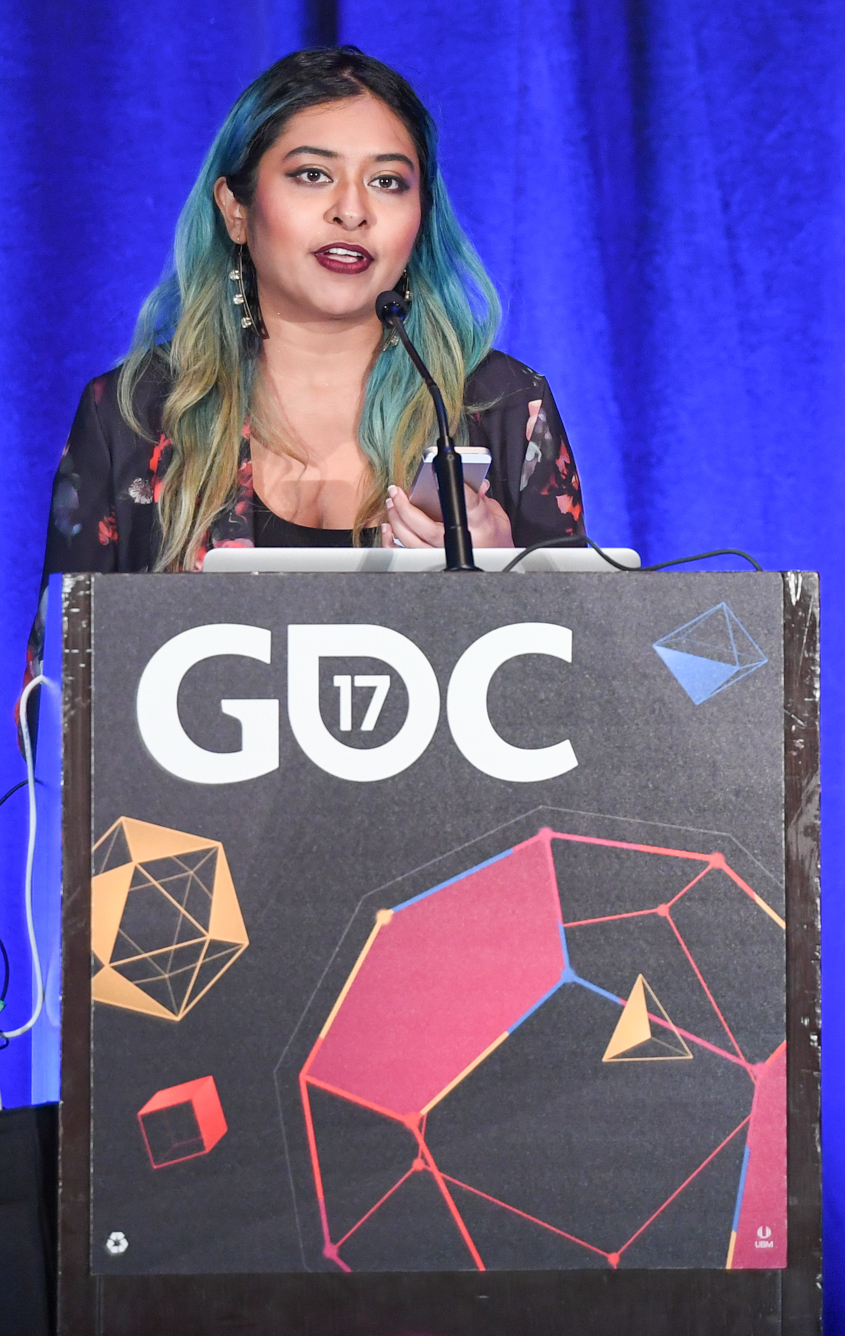
Meg Jayanth habla en la 2017 Game Developers Conference

Jayanth fue la guionista de 80 Days, para el que escribió un total de más de 750 000 palabras, contribuyó a la redacción de Horizon Zero Dawn y fue guionista de Sunless Sea. Además de otros reconocimientos, 80 Days fue nominado al premio BAFTA Game Award por su historia en 2014, y Meg ganó el premio del gremio de escritores del Reino Unido a la mejor escritura en un videojuego.
En 2019 Jayanth fue la anfitriona de los premios del Independent Games Festival, donde aprovechó su discurso de apertura para animar a la industria de los videojuegos a rechazar el odio y crear un entorno acogedor y seguro. En mayo, anunció la formación de un "sello narrativo boutique" llamado Red Queens junto a Leigh Alexander.
Jayanth está trabajando actualmente en Boyfriend Dungeon y Sable.